# 丰乐亭
丰乐亭，建成年代在宋-清期间，属于古建筑分类，公布文号:皖政[1986]51号，公布批次为第二批省级重点文物保护单位，位于滁州市琅琊山风景区城西丰山北麓。

## 保护范围
四周围墙外、南、西、北各20米、东40米。

## 建设控制地带
保护范围外，东至紫薇泉以东18米，西至丰山岭山脊，南北各300米。

## 面积
250000平方米。